# Gojong (empereur de Corée)
Pour les articles homonymes, voir Gojong.
Gojong de Corée, né le 25 juillet 1852 et mort le 21 janvier 1919, l'empereur Gwangmu, est le 26e roi de la dynastie Joseon et le premier empereur de la Corée (de 1897 à 1907). Il règne de 1864 à 1907.

## La conquête du pouvoir
C'est en plein déclin de la dynastie Joseon que Kojong accède au trône en 1864, après la mort du roi Cheoljong, alors qu'il n'est qu'un enfant. Son père, Daewongun, assure la régence jusqu'à ce que son fils puisse assurer la bonne conduite du royaume. C'est pendant cette période que le palais de Gyeongbokgung redevient le siège de la royauté. Le début de son règne est également marqué en 1866 par l'expédition française du contre-amiral Roze, première action militaire d'une nation occidentale contre la Corée.

## Règne

### Période royale
Ces incursions occidentales provoquent des tensions sociales importantes, alimentées par le mouvement Tonghak (« savoir oriental ») créé en 1859, et qui est de toutes les révoltes populaires de cette seconde moitié du XIXe siècle.
En 1876, les Occidentaux ne sont plus les seuls à s'intéresser à la Corée : le traité de Kang-hwa est signé entre la Corée et le Japon à l'issue d'une courte campagne navale contre ce dernier. Ce traité situe le royaume Joseon au dernier rang du concert des nations et ouvre celui-ci aux ambitions nippones : trois ports sont ouverts aux Japonais qui obtiennent la clause de la nation la plus favorisée, des taux de douanes réduits, ainsi qu'une représentation diplomatique et l'extraterritorialité de leurs ressortissants.
Dans les années qui suivent, d'autres traités similaires sont signés avec les puissances occidentales (France, Royaume-Uni, Belgique, Allemagne, Russie, États-Unis). D'autres ports sont progressivement ouverts au commerce étranger, des concessions (mines, télégraphe, chemin de fer) sont accordées aux puissances étrangères. Parmi les conseillers impériaux, on compte le diplomate allemand Paul Georg von Möllendorff et le franco-américain Charles Le Gendre.
L'arrivée des étrangers provoque la révolution Kapsin, qui éclate le 4 décembre 1884, fomentée par des élites progressistes admiratrices du Japon de l'ère Meiji, et désireuses de moderniser la Corée afin d'éviter que celle-ci, à l'instar du voisin chinois, ne soit colonisée. Plusieurs ministres sont alors assassinés, la légation japonaise est incendiée. Malgré tout, cette révolte échoue et l'année suivante, au traité de Tianjin, le Japon et la Chine s'entendent pour conserver leur influence sur la Corée.
Cette entente ne dure pas longtemps : en 1894, une énième révolte paysanne naît dans le sud-est du royaume, encadrée par le mouvement Tonghak. Le 4 juin, le roi Gojong demande alors l'aide de son suzerain chinois. Le Japon intervient et met en place un gouvernement provisoire le 23 juillet, puis affronte militairement les Chinois. Il déclare la guerre à la Chine le 1er août, c'est le début de la première guerre sino-japonaise. Le conflit est finalement réglé par le traité de Shimonoseki, le 17 avril 1895, marquant la fin de la suzeraineté chinoise sur la Corée et confirmant la mainmise du Japon sur la péninsule (les deux pays étant déjà liés depuis peu par un traité d'alliance militaire). 
Le 8 octobre 1895, l'ambassadeur japonais en Corée Miura Gorō n'hésite pas à faire assassiner l'épouse de Gojong, la reine Min. 
Un gouvernement nommé en 1896 établit 208 mesures mettant fin à la société confucéenne coréenne traditionnelle, dites réformes Gabo :
- abolition de l'organisation de la société en classes ;
- suppression du concours d'entrée dans la fonction publique, qui existait depuis 1000 ans ;
- suppression de traditions confucéennes (comme le chignon viril traditionnel (sangu)) ;
- instauration d'une constitution :
  - séparation du domaine royal et du domaine d'État ;
  - séparation des pouvoirs (cabinet ministériel, conseil législatif) ;
  - centralisation.

Cet ensemble de réformes amène Gojong à instaurer l'« empire de Taehan ».

### Période impériale

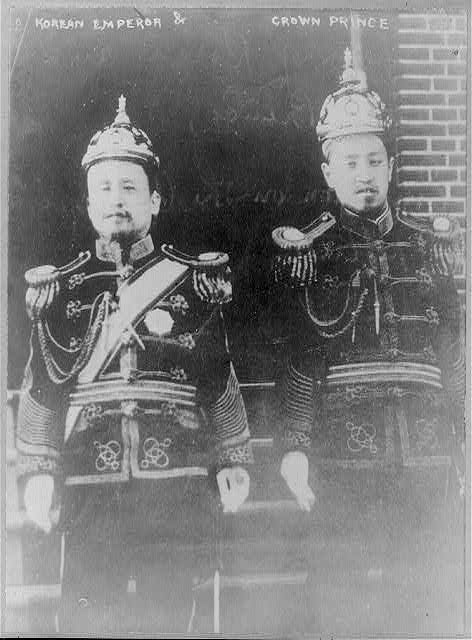
L'empereur Gojong avec le prince héritier Yi Wang.

Mais le traité de Shimonoseki n'a pas écarté toutes les menaces pour les Japonais. Depuis longtemps, les Russes souhaitent remettre en cause leur hégémonie sur la péninsule. Déjà, le consul de Russie à Séoul, Karl Ivanovitch Weber, avait développé une amitié personnelle avec Gojong, et avait même offert au souverain de se réfugier à la légation russe après l'assassinat de la reine Min,  ce qui eut lieu du 11 février 1896 au 20 février 1897. 

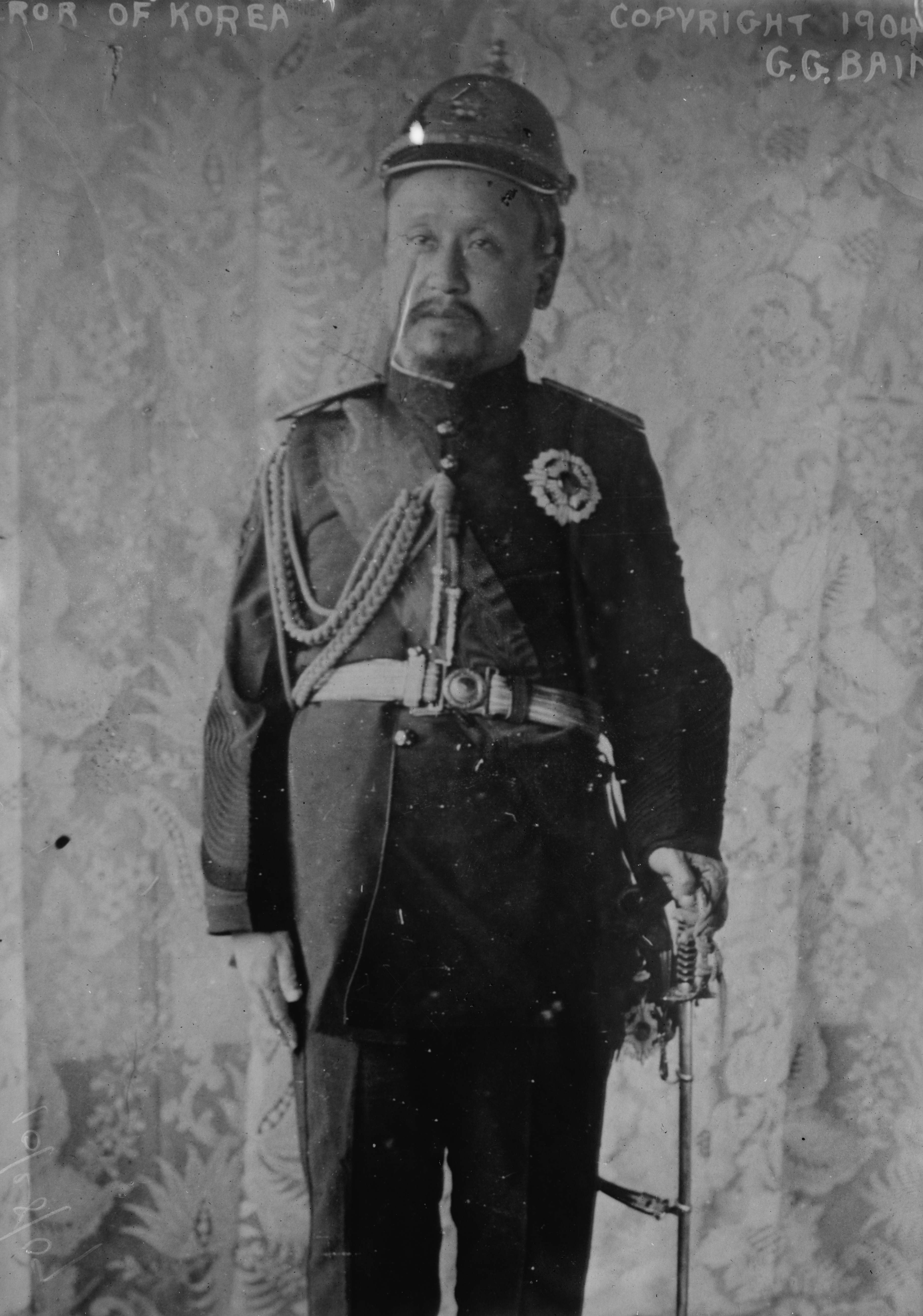
L'empereur Gojong (1904).

Les tensions entre les deux rivaux sont telles qu'éclate en février 1904 la guerre russo-japonaise, dont l'Empire coréen est un des principaux théâtres d'opérations. Cette guerre se termine par la victoire japonaise, consacrée par le traité de Portsmouth signé le 5 septembre 1905. Le Japon se voit confirmer sa mainmise sur l'empire de Gojong.
Le 17 novembre suivant, l'empire du Japon accentue encore son emprise sur l'« empire de Tachan » en faisant signer de force à Gojong un traité de protectorat.
En 1907, Gojong tente de faire reconnaître sa pleine souveraineté sur la Corée en envoyant des représentants à la seconde conférence de La Haye, mais en vain. En conséquence, il est forcé d'abdiquer en juillet de la même année en faveur de son fils Sunjong.

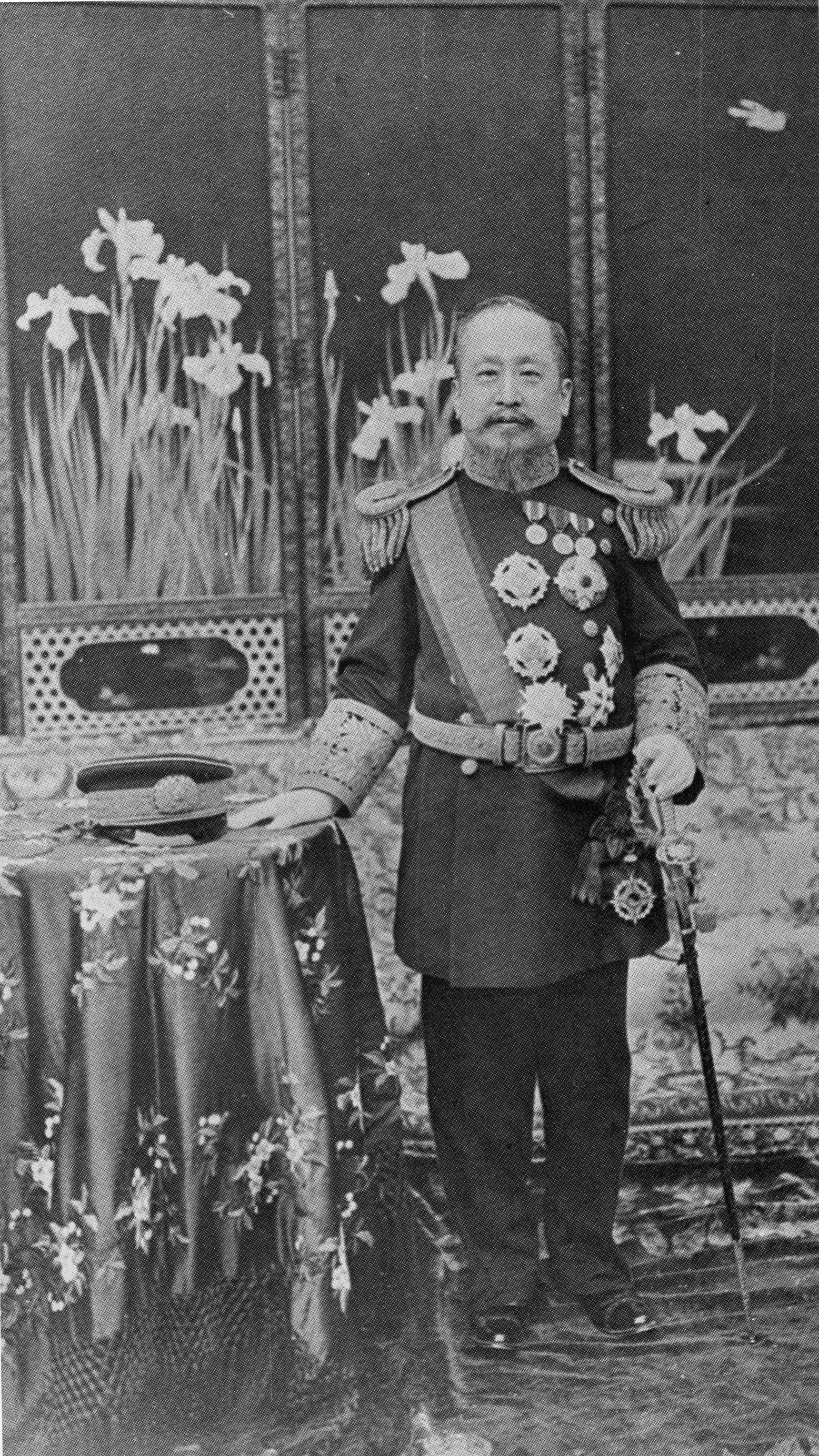
Gojong après l'annexion

Il meurt le 21 janvier 1919 à Deoksugung. Les circonstances de sa mort ont donné naissance à beaucoup de spéculations : on dit notamment qu'il aurait été empoisonné par des fonctionnaires japonais.

### Sa descendance
- Yi Seon (Wanhwa-gun or Wan-chinwang), premier fils de sa concubine, Dame Yi Yeongbodang (귀인 이씨), (16 avril 1868–12 janvier 1880)

- Yi Cheok (empereur Sunjong) (Hwangtaeja), quatrième fils avec sa première épouse, l'impératrice Myeongseong. Il était marié à Dame Min, une fille de Min Tae-ho - un chef de file du clan Yeoheung-Min - connue comme l'impératrice posthume Sunmyeong (étant décédée avant l'intronisation de son mari). Cheok se remarie alors avec Dame Yun, une fille de Yun Yeong-Taek.

- Yi Gang (Uihwa-gun or Ui-chinwang), cinquième fils avec sa concubine, Dame Jang (귀인 장씨), (30 mars 1877–août 1955). Il épousa Kim Deok-Su, une fille du baron Kim Sa-jun, qui devint la princesse Deogin.

- Yi Un (Yeong-chinwang), septième fils avec sa seconde épouse, la princesse consort Eom Sunheon (귀비 엄씨), (20 octobre 1897–1er mai 1970) ; il épouse la princesse japonaise Masako Nashimotonomiya, fille du prince Morimasa Nashimotonomiya.

- Yi Yuk, huitième fils avec sa concubine, Dame Gwanghwa-dang (1906-1908).

- Yi U, neuvième fils avec sa concubine, Dame Bohyeon Jeong-dang (귀인 정씨); malheureusement, il meurt dans la petite enfance.

- Deokhye (Deokhye Ongju), quatrième fille avec sa concubine, Dame Yang Bongnyeong-dang (귀인 양씨), (25 mai 1912 - 11 avril 1989) ; elle épouse le comte Takeyuki, un noble japonais de Tsushima.

## Nom complet
- Sa majesté l'empereur Kojong Tongcheon Yung-un Jogeuk Donyun Jeongseong Gwang-ui Myeonggong Daedeok Yojun Sunhwi Umo Tanggyeong Eungmyeong Ripgi Jihwa Sinryeol Oehun Hong-eop Gyegi Seonryeok Geonhaeng Gonjeong Yeong-ui Honghyu Sugang Munheon Mujang Inik Jeonghyo de Corée

En hangeul :
- 대한제국고종통천융운조극돈윤정성광의명공대덕요준순휘우모탕경응명립기지화신렬외훈홍업계기선력건행곤정영의홍휴수강문헌무장인익정효황제폐하

En hanja :
- 大韓帝國高宗統天隆運肇極敦倫正聖光義明功大德堯峻舜徽禹謨湯敬應命立紀至化神烈巍勳洪業啓基宣曆乾行坤定英毅弘休壽康文憲武章仁翼貞孝皇帝陛下

## Dans la culture populaire
- Interprété par Lee Jin-woo and Lee Joon en 2001-2002 dans la série Empress Myeongseong.
- Interprété par Kim Young-min en 2009 dans le film The Sword with No Name.
- Interprété par Choi Jong-hwan en 2010 dans la série Jejungwon.
- Interprété par Park Hee-soon en 2012 dans le film Gabi.
- Interprété par Lee Min-woo en 2014 dans la série Gunman in Joseon.
- Interprété par Park Min-sang en 2016 dans le film The Map Against The World.
- Interprété par Baek Yoon-sik en 2016 dans le film The Last Princess.
- Interprété par Lee Seung-joon en 2018 dans la série Mr. Sunshine.